# It Bites
It Bites est un groupe de rock progressif britannique, originaire d'Egremont, en Angleterre.

## Biographie

### Débuts (1982–1985)
À l'origine formé par le batteur Bob Dalton, le bassiste Dick Nolan et le guitariste et chanteur Francis Dunnery, It Bites démarre au début des années 1980 à Egremont, Cumbria. Le claviériste John Beck de Whitehaven se joint plus tard au groupe en 1982, aux côtés du saxophoniste Howard « H » Smith, une période durant laquelle le groupe joue à Cumbria.
Le groupe se sépare en 1983, lorsque Dalton et Nolan emménagent à Birmingham, Dunnery et Londres, et Beck à Manchester. En 1984, ils se réunissent et se délocalisent à Londres. Ils posent leurs valises dans un squat à Peckham et vivent un an du bouche-à-oreilles et écrivent des morceaux,. Leur cassette démo atterrit finalement entre les mains de Martyn Mayhead (du label WEA Records), et ils signent peu après un contrat avec Virgin Records.

### Succès (1986–1988)
En mars 1986, It Bites publie son premier single All in Red, qui atteint modérément les charts. Leur deuxième single, Calling All the Heroes, est publié en juin 1986 et devient un hit, atteignant la 6e place de l'UK Singles Chart et aidant le groupe à être diffusé à la radio et à participer à des émission de télévision (comme le Top of the Pops, Wogan, et The Old Grey Whistle Test). Le troisième single, Whole New World, atteint la 54e place des charts,. Tous les trois singles apparait sur l'album de It Bites, The Big Lad In The Windmill (produit par Alan Shacklock), en été 1986, qui atteint la 35e place des charts.
Le groupe démarre Go West et Marillion à la fin 1987, joue quelques festivals européens (dont le Montreaux Jazz Festival) en soutien à Robert Plant au début de 1988,. Il s'agit d'un mélange de rock progressif et hard rock contemporain teinté années 1980,.
Le groupe commence à enregistrer son deuxième album Once Around the World avec le producteur Mark Wallis en mi-1987. Once Around the World est publié en mars 1988 et signale un départ de leur son pop de leur premier album,. Virgin Records insistera sur plus de son pop avec le producteur Steve Hillage, ce qui résulte à quelques morceaux à succès mineur comme Kiss Like Judas (février 1988) et Midnight (avril 1988). Le premier single de l'album Old Man and the Angel (ne version éditée d'un morceau longue version de Wallis sessions) atteint la 72e des charts. À cette période, Dunnery gagne l'intérêt de la presse avec l'invention du Tapboard,,,.

### Hard rock et séparation (1989–1990)
Leur troisième album, Eat Me in St. Louis, est enregistré au début de 1989 aux studios Musicland à Munich, en Allemagne, produit par Reinhold Mack (mieux connu pour avoir collaboré avec Queen et The Rolling Stones). L'album comprend un son plus affiné au niveau des guitares, avec des morceaux plus punchy inspiré par du rock progressif.
À sa sortie, Eat Me In St. Louis est très bien accueilli par les magazines de rock Kerrang! et RAW et comprend le single Still too Young to Remember. À cette période, Virgin tente de faire percer le groupe dans le hard rock sérieux avec plusieurs vidéos de Still too Young to Remember et ses suites Underneath Your Pillow et Sister Sarah. It Bites tente d'enregistrer ses morceaux post-Eat Me in St. Louis pendant sa tournée britannique entre mars et avril 1990. En juin 1990, le groupe traverse Los Angeles, pour écrire son quatrième album. Il s'agira de l'album qui les fera connaitre sur le marché américain. Cependant, des tensions au sein du groupe font surface avant les sessions de répétition, et leur fanclub confirme en novembre 1990 que le groupe s'est séparé de Francis Dunnery. Dunnery semblerait avoir demandé les pleins pouvoirs sur le groupe,. Le groupe se sépare la même année.

## Membres

### Membres actuels
- John Beck - claviers (1982-1983, 1984-1990, depuis 2006)
- Bob Dalton - batterie (1982-1983, 1984-1990, depuis 2006)
- John Mitchell - chant, guitare (depuis 2006)
- Lee Pomeroy - basse (depuis 2008)

### Anciens membres
- Francis Dunnery - chant, guitare (1982-1990)
- Dick Nolan - basse (1982-1983, 1984-1990, 2006-2008)
- Howard « H » Smith - saxophone (1982-1983)
- Lee Knott - chant (1990)

## Discographie
- The Big Lad In The Windmill (1986)
- Once Around The World (1988)
- Eat Me In St Louis (1989)
- The It Bites Album (1990)
- Thank You And Goodnight - Live (1991)
- Best Of - Calling All the Heroes (2003)
- Live in Montreux (2003)
- Live in Tokyo (DVD 2003)
- When The Lights Go Down (Live 2007)
- The Tall Ships (2008)
- Map of the past (2012)